# Filifolium
Filifolium é um género botânico pertencente à família Asteraceae.